# August Debouzy
Pour les articles homonymes, voir Debouzy.
August Debouzy est un cabinet d'avocat français, dont le siège se situe à Paris, fondé en 1995 par Gilles August et Olivier Debouzy. Il rassemble 230 collaborateurs dont 150 avocats et une trentaine d'associés.

## Historique
August Debouzy est fondé en 1995 par Gilles August, avocat aux barreaux de Paris et de New-York et Olivier Debouzy, ancien diplomate, en s'inspirant du modèle américain des grandes banques d'affaires et cabinets d'avocats. 
À partir de 2005, le cabinet mise sur le droit du travail pour améliorer sa croissance.
En 2021, le financement de projets à destination du continent africain est renforcé.

## Activités et organisation
Organisé en seize spécialités,[réf. souhaitée] August Debouzy intervient dans diverses branches du droit des affaires. 45 % des clients sont des groupes internationaux.
Le cabinet revendique être organisé comme une entreprise qui adopte notamment une stratégie marketing et sa propre culture. 
Il recrute au sein de l'administration française et favorise les allers-retours entre le cabinet et les services publics. À ce titre se démarquent les recrutements de Christian Pierret en 2002, ancien secrétaire d’État à l’Industrie  ; d'Hugues Moutouh en 2012, préfet et ancien conseiller pour les affaires juridiques et institutionnelles à la présidence de la République ; d'Emmanuelle Mignon en 2015, conseiller d'État et ancienne directrice de cabinet de Nicolas Sarkozy ou encore celui de l'ancien Premier ministre Bernard Cazeneuve en 2017. 

## Classements
Il figure à la 61e place du classement des 100 meilleurs cabinets européens en 2020 du magazine The Lawyer. 